# Mortero (utensilio)

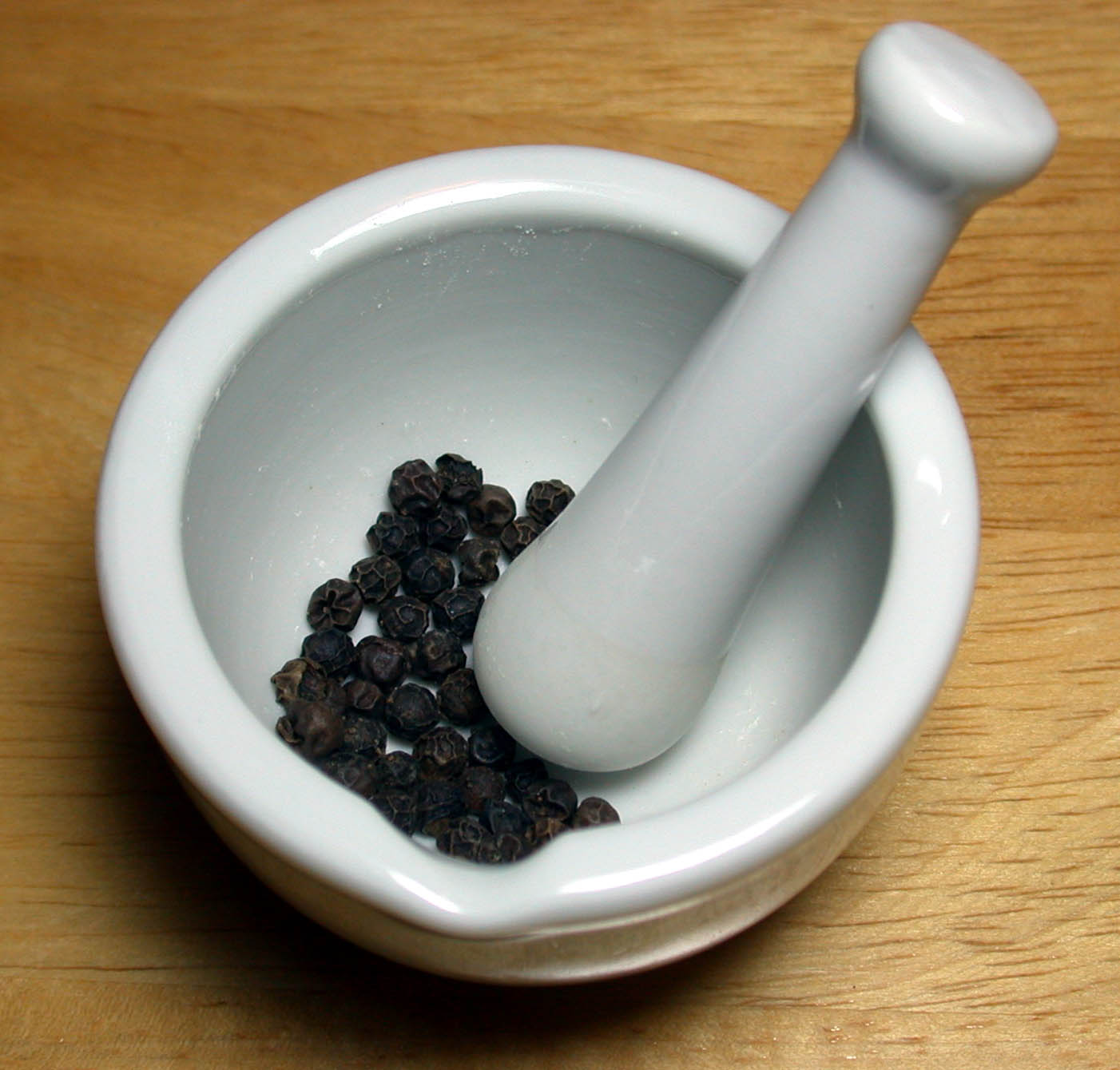
Mortero de porcelana para moler pimienta negra.

Un mortero es un utensilio compuesto de un recipiente cóncavo y una ‘maja’, ‘maneta’, ‘macilla’ o mano, para majar o aplastar los alimentos o condimentos. Usado en boticas o en la cocina para machacar semillas, especias, hierbas, etc. Pueden ser metálicos, como el almirez, de madera, de cerámica o de piedra, como el molcajete.

## Historia
La fabricación de utensilios líticos como morteros estuvo asociada directamente al pasaje de la forma de vida basada en la agricultura y la ganadería, en la etapa conocida como revolución neolítica, aunque existen registros anteriores datados en el paleolítico superior. Los más antiguos elementos líticos destinados a la molienda de semillas se hallaron en el área de la cultura kebariense y en mayor número en la natufiense, en un rango cultural entre el 12000 y el 10500 a. C.
Se hallaron morteros y otros utensilios de almacenaje y cocción entre los hallazgos arqueológicos de los asentamientos neolíticos del valle del Ararat, en el altiplano armenio, datados hacia el VI milenio a. C.
La dispersión de este utensilio y las adaptaciones derivadas de los variados usos o de la disponibilidad local de los distintos materiales, se evidencia en los hallazgos en diferentes partes del mundo, como el mortero romano de cerámica, hallado en Inglaterra y expuesto en el Museo Británico, que muestra el traslado de los hábitos culinarios en el marco de la conquista romana de Britania, hacia el siglo I a. C.
Los morteros no han tenido modificaciones estructurales fundamentales a través de los siglos, excepto en su tamaño, la presencia de un pico aguzado para verter el producto molido, el mayor o menor espesor de las paredes en relación con el tamaño total y la presencia o no de decoraciones externas.

### Usos ceremoniales

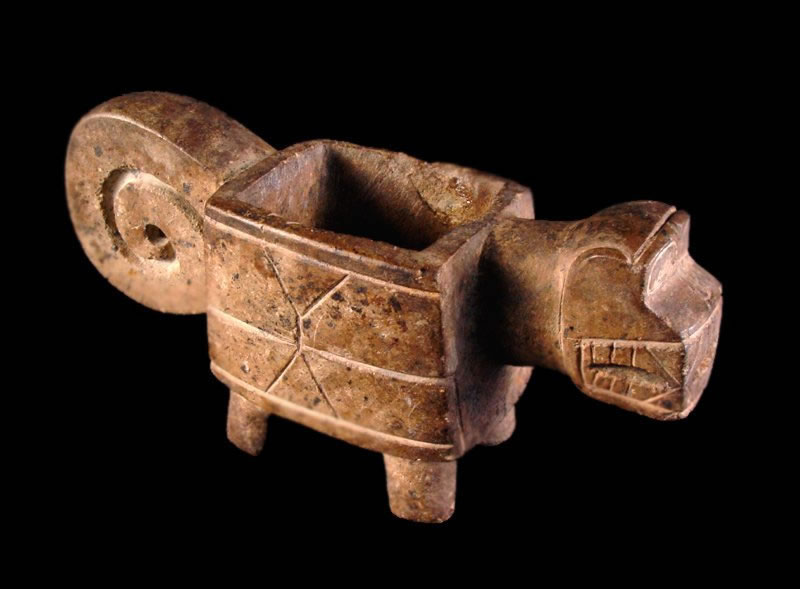
Mortero ceremonial elaborado en piedra andesita, cultura Valdivia, 3.800 a. C.

En algunas culturas los morteros fueron utilizados en rituales o bien para la preparación de sustancias alucinógenas en el marco de ceremonias especiales. Tal es el caso de los morteros zoomorfos de la cultura Valdivia, en el actual Ecuador, relacionados con algunos hallazgos cultura Las Vegas y que perduraron varios siglos hasta sus manifestaciones en la cultura Chavín, en el norte del actual territorio de Perú.
En el Monte Carmelo, Israel, se han hallado morteros que por su tamaño de alrededor de 1 m de altura, resulta poco probable que hayan sido destinados al molido de granos u otras funciones alimenticias. Su emplazamiento sugiere que han sido utilizados en rituales funerarios, probablemente para producir sonidos que podían escucharse a alguna distancia y así convocar a los pobladores cercanas a alguna ceremonia.

## En arte de botica
Los morteros permiten mezclar los diversos ingredientes de una prescripción médica, hasta el punto de ilustrar muchas inconografías relacionadas con el oficio de boticas y las artes alquímicas. En los usos que se hace de este instrumento dentro de la farmacia se suelen encontrar morteros elaborados de porcelana (como el mortero Josiah Wedgwood de 1779). 

Con adaptaciones en los materiales y las medidas, los morteros son uno de los útiles que evidencian la vinculación que durante siglos existió entre los alimentos y los medicamentos.

## En la preparación de alimentos

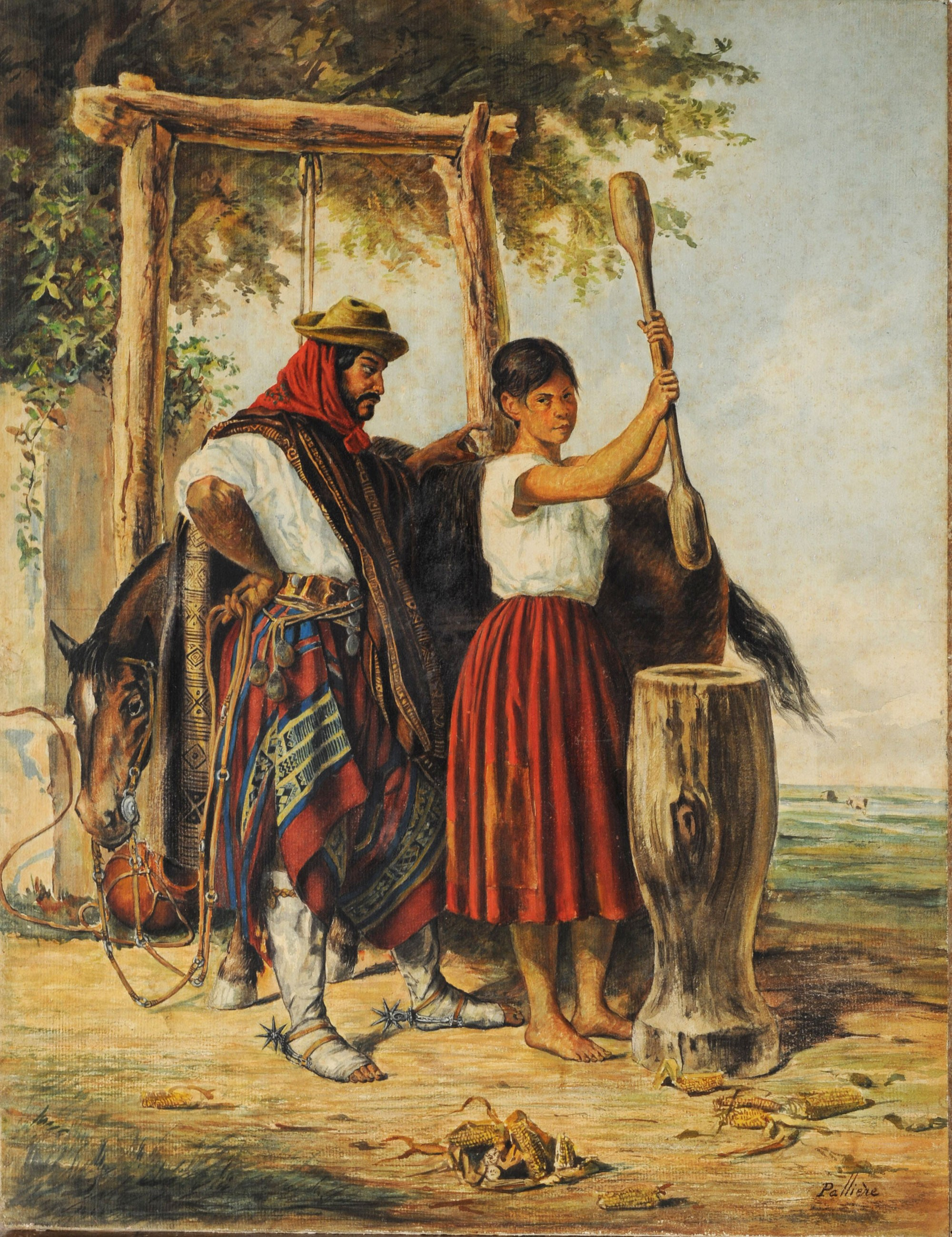
Mortero de madera, La pisadora de maíz - Juan León Pallière.

El mortero, instrumento tradicional del arte culinario, continúa usándose para hacer guacamole o pesto, o para triturar especias y aditivos para las ensaladas.

Los indígenas de América empleaban morteros que excavaban en una roca a modo de hueco para poder moler el maíz y otros frutos secos; el utensilio para machacar era un objeto tubular (conocido en México como “tejolote o temachín”) complementario de los morteros de basalto, como molcajete. Muchas de estas depresiones excavadas en roca pueden encontrarse en diversos territorios americanos. En ocasiones los morteros se encuentran agrupados en conjuntos inmóviles. Se trata de múltiples morteros horadados en una única superficie pétrea cuya utilización puede haber sido comunitaria, en el sentido de que varias personas trabajaban en ellos al mismo tiempo. En el caso de las ruinas del Shincal, por ejemplo, se identificó un conjunto de 57 morteros horadados en una única roca.
En la cocina se utilizaban morteros con mazos de madera para preparar mochi. Un tipo de mortero empleado en Japón es el suribachi o surikogi, similar al lesung de Malasia. Morteros de gran tamaño, elaborados de piedra de dos a tres metros de altura, se emplearon en Oriente Medio para picar carne y poder elaborar los «kibbeh». En África se emplea frecuentemente con un pilón grande para machacar cereales. En la cocina española se emplea en la elaboración de muchos platillos, algunos de los más conocidos son las sopas frías como el ajoblanco, salsas como el ajoarriero y preparaciones como el atascaburras.

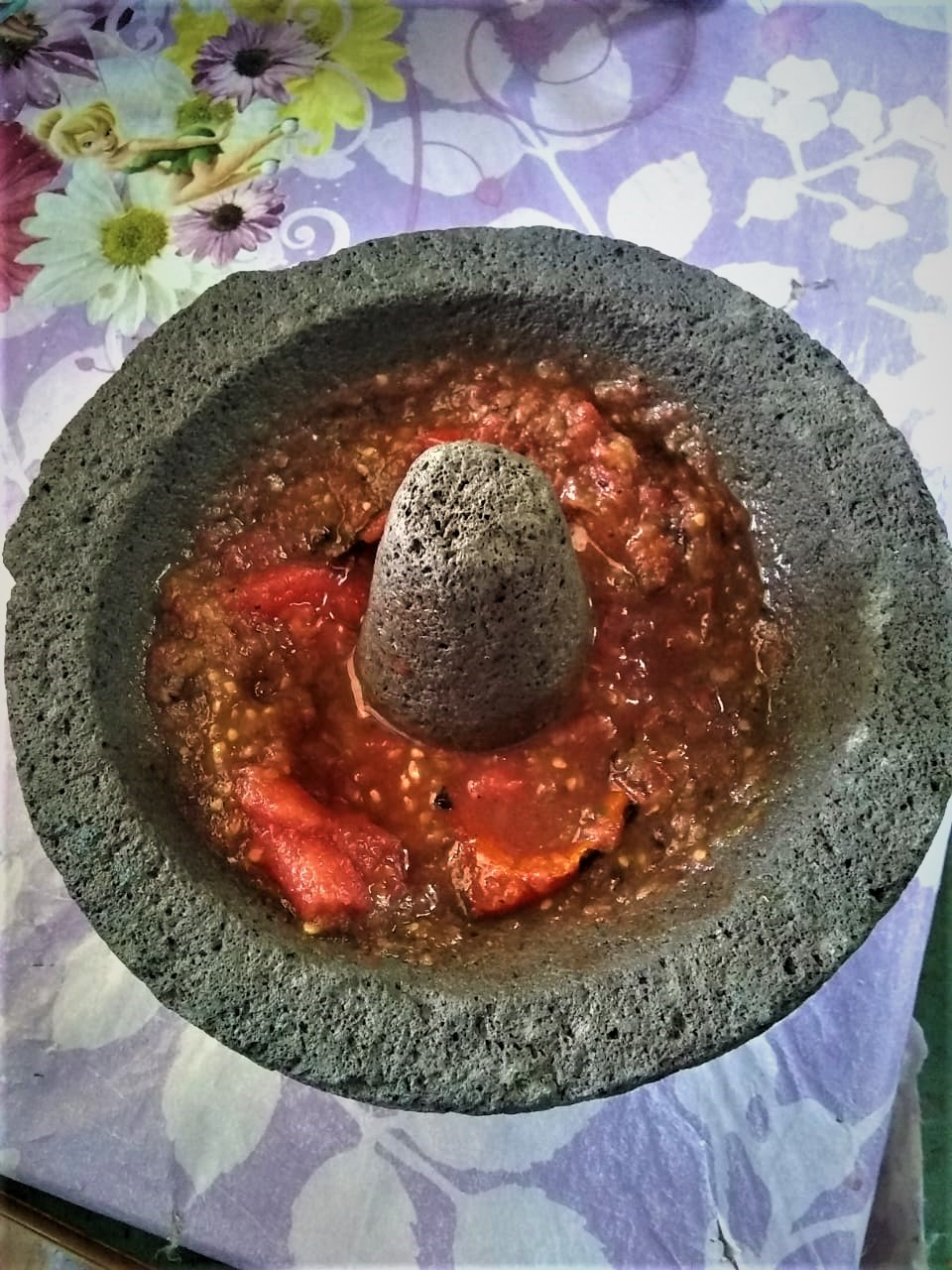
"Salsa de molcajete".San Juan Achiutla, Oaxaca, México.

Los morteros, imprescindibles para la preparación de numerosos aderezos o platos de la gastronomía de diversos países, fueron en parte reemplazados en la actualidad por pequeños electrodomésticos específicos como licuadoras o multiprocesadoras.

Tal es el caso del alioli, típico de la cocina mediterránea, el hummus tradicional de la gastronomía de Oriente Medio, el gazpacho, preparación cuyos orígenes se remontan a la época del al-Ándalus, o la humita, tradicional de la gastronomía del área andina de Ecuador, Perú, Chile, Bolivia y Argentina, además del guacamole, preparación que se estima proviene de la cultura mexica.
Hasta el siglo XX los morteros formaban parte de los elementos utilizados cotidianamente en la elaboración de alimentos. En La cocina ecléctica (1890), Juana Manuela Gorriti reúne recetas de cocina provenientes de distintos lugares de Latinoamérica, en las que los morteros, de piedra o madera y de distintos tamaños, son citados reiteradamente como el utensilio necesario para la obtención de pastas o harinas.

### Porosidad
En ciertas preparaciones, conviene que los morteros sean de materiales no porosos, para que no absorban parte de los aromas de las sustancias a machacar, debido a las propiedades organolépticas de los posibles ingredientes que se desean majar y cuyos sabores y aromas se mezclarán si el recipiente no fuera lavado perfectamente, eliminando la existencia de ingredientes pasados.

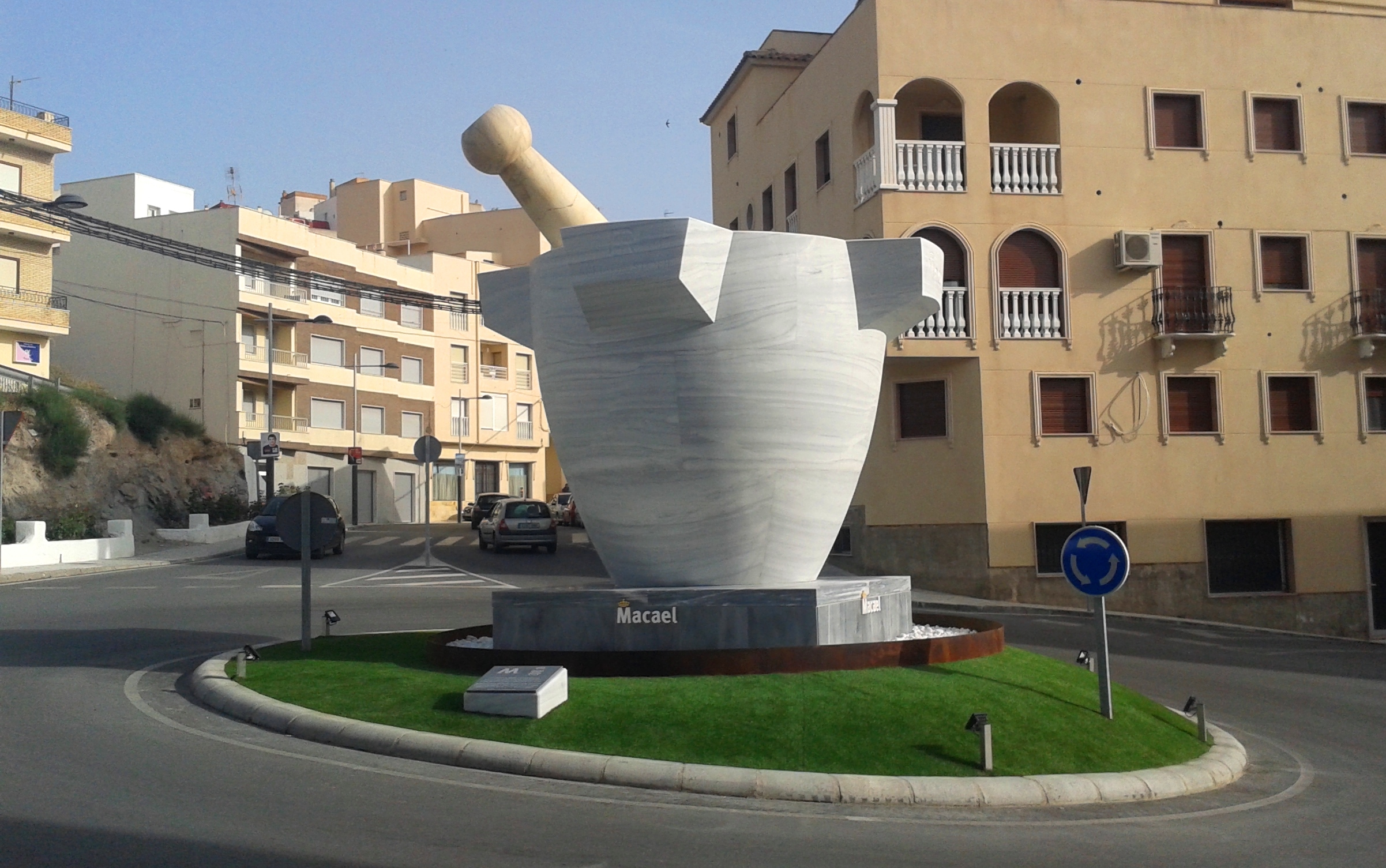
Mortero monumental en Macael (Almería, España)

## En arte y urbanismo
En 2015 el Libro Guinness de los récords estableció que el "Mortero más grande del mundo" se encuentra en el municipio de Macael, Provincia de Almería. Se trata de una escultura monumental elaborada por Arriaga Artesanos que demandó para su creación unas 50 toneladas de mármol de Macael.

## Galería

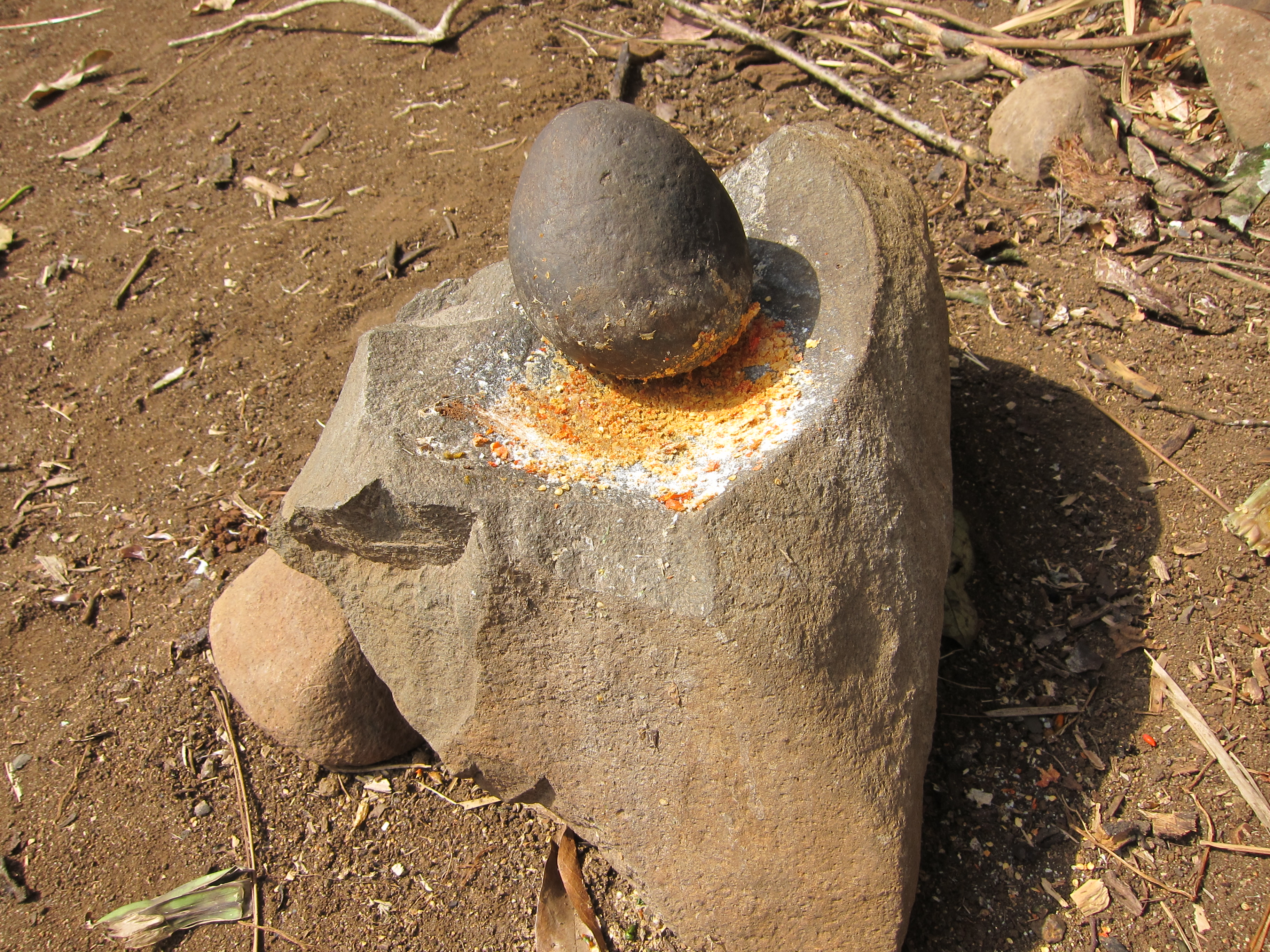
Etiopía.
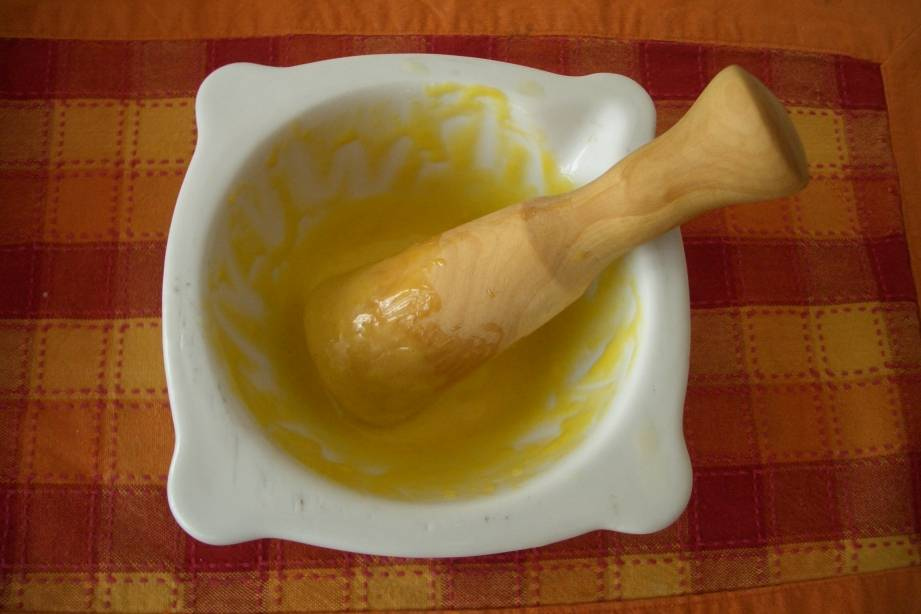
España.
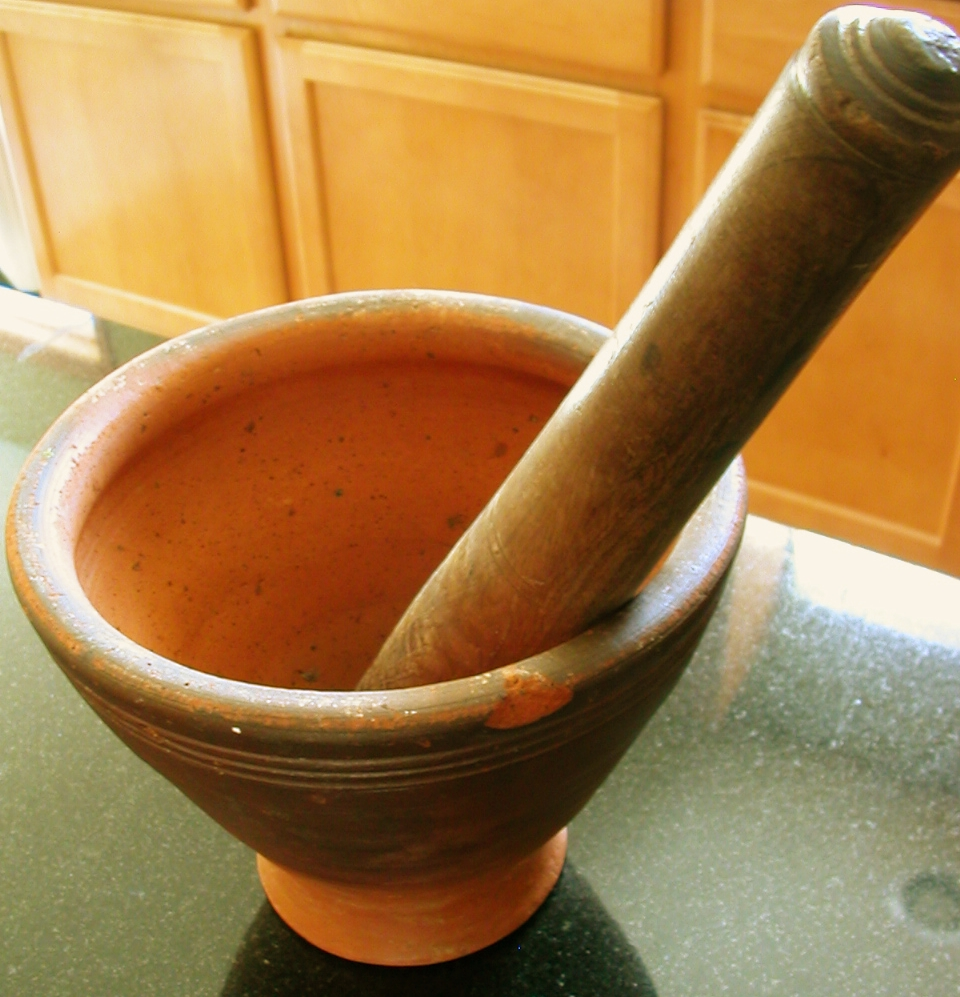
Laos.